# Mark Godfrey
Marc Godfrey (* um 1988 in West Elgin) ist ein kanadischer Jazz-Musiker (Kontrabass, Komposition) des Post Bop.

## Leben und Wirken
Godfrey studierte an der University of Toronto Jazzinterpretation. Er spielte ab den 2010er-Jahren in Toronto mit Jack Bodkin (Piano) und Eric West (Schlagzeug) im Pram Trio, mit dem 2016 das gemeinsame Album Saga Thirteen entstand; 2014 erhielt er mit dem Trio den Grand Prix de Jazz des Montreal Jazz Festival. Zu hören war er auch auf dem Album 20 des Toronto Jazz Orchestra. 2018 nahm er live ein erstes Album auf (Prologue), 2020 folgte das Album Square Peg mit Eigenkompositionen, die auf seinen Fahrten im Minivan zwischen New York und Toronto entstanden waren und die er mit seinem Quintett (mit Allison Au (Altsaxophon), Matt Woroshyl (Tenorsaxophon), Chris Pruden (Piano) und Nick Fraser am Schlagzeug) im selben Jahr in Toronto eingespielt hatte. Es erfuhr lobende Rezeption im Down Beat.
Godfrey trat auf Jazzfestivals im ganzen Land und mit einer Vielzahl kanadischer Künstler auf, darunter Kellylee Evans, Barbra Lica, Jake Koffman und dem Toronto Jazz Orchestra. Daneben arbeitet er auch als Jazzpädagoge. 2019 erhielt er den Emerging Jazz Artist Award der Toronto Arts Foundation. Im Bereich des Jazz war er laut Tom Lord zwischen 2016 und 2020 an vier Aufnahmesessions beteiligt.